# Галицько-волинське дербі
Га́лицько-воли́нське де́рбі (або західноукраїнське дербі) — футбольне протистояння львівських «Карпат» та луцької «Волині», третьої («Карпати») та сьомої («Волинь») за популярністю команд (станом на 2011 рік) серед населення України.

## Історія
Перший матч між цими командами відбувся 11 липня 1990 року, перемогу здобули львів'яни з рахунком 1:0.
| Всі протистояння | Всі протистояння | Всі протистояння                                  | Всі протистояння  | Всі протистояння | Всі протистояння | Всі протистояння | Всі протистояння                                                              |
| #                | Сезон            | Змагання                                          | Дата              | Господар         | Гість            | Рахунок          | Голи                                                                          |
| ---------------- | ---------------- | ------------------------------------------------- | ----------------- | ---------------- | ---------------- | ---------------- | ----------------------------------------------------------------------------- |
| 1                | 1990             | Друга ліга (Захід)                                | 11 липня 1990     | «Карпати»        | «Волинь»         | 1:0              | Забранський 75'                                                               |
| 2                | 1990             | Друга ліга (Захід)                                | 27 жовтня 1990    | «Волинь»         | «Карпати»        | 2:2              | Зуб 40', Мозолюк 90' — Мущинка 25', Юрчишин 43' (пен.)                        |
| 3                | 1991             | Друга ліга (Захід)                                | 7 червня 1991     | «Карпати»        | «Волинь»         | 0:1              |                                                                               |
| 4                | 1991             | Друга ліга (Захід)                                | 19 вересня 1991   | «Волинь»         | «Карпати»        | 0:1              |                                                                               |
| 5                | 1992—93          | Вища ліга                                         | 13 вересня 1992   | «Волинь»         | «Карпати»        | 3:2              | Дикий 19', Мозолюк 49' 62' — Гусін 12', Чижевський 72'                        |
| 6                | 1992—93          | Вища ліга                                         | 23 травня 1993    | «Карпати»        | «Волинь»         | 2:1              | Каліщук 4', Плотко 34' (пен.) —Гащин 73'                                      |
| 7                | 1993—94          | Вища ліга                                         | 5 вересня 1993    | «Волинь»         | «Карпати»        | 1:0              | Круковець 65' (пен.)                                                          |
| 8                | 1993—94          | Кубок України (1/4 фіналу)                        | 29 березня 1994   | «Волинь»         | «Карпати»        | 2:1              | Сарнавський 47', Нікітін 77' — Покладок 65' (пен.)                            |
| 9                | 1993—94          | Кубок України (1/4 фіналу)                        | 12 квітня 1994    | «Карпати»        | «Волинь»         | 2:0              | Покладок 53' (пен.), Гурка 71'                                                |
| 10               | 1993—94          | Вища ліга                                         | 28 травня 1994    | «Карпати»        | «Волинь»         | 1:2              | Валенко 37' — Богунов 20' 45'                                                 |
| 11               | 1994—95          | Вища ліга                                         | 22 липня 1994     | «Карпати»        | «Волинь»         | 1:0              | Покладок 75'                                                                  |
| 12               | 1994—95          | Вища ліга                                         | 19 червня 1995    | «Волинь»         | «Карпати»        | 3:0              | Солодкий 30', Шубін 85', Нікітін 86'                                          |
| 13               | 1995—96          | Вища ліга                                         | 5 листопада 1995  | «Карпати»        | «Волинь»         | 2:1              | Покладок 53' 66' — Дикий 76'                                                  |
| 14               | 1995—96          | Вища ліга                                         | 13 березня 1996   | «Волинь»         | «Карпати»        | 1:0              | Мозолюк 57' (пен.)                                                            |
| 15               | 1996—97          | Кубок України (1/8 фіналу)                        | 17 жовтня 1996    | «Карпати»        | «Волинь»         | 1:0              | Колесник 55'                                                                  |
| 16               | 2002—03          | Вища ліга                                         | 1 вересня 2002    | «Карпати»        | «Волинь»         | 0:2              | Алієв 24', Гончаренко 83'                                                     |
| 17               | 2002—03          | Вища ліга                                         | 4 травня 2003     | «Волинь»         | «Карпати»        | 0:1              | Мізін 34'                                                                     |
| 18               | 2003—04          | Вища ліга                                         | 25 жовтня 2003    | «Волинь»         | «Карпати»        | 1:0              | Сачко 8'                                                                      |
| 19               | 2003—04          | Вища ліга                                         | 27 березня 2004   | «Карпати»        | «Волинь»         | 0:1              | Сачко 21'                                                                     |
| 20               | 2010—11          | Прем'єр-ліга                                      | 30 серпня 2010    | «Карпати»        | «Волинь»         | 1:0              | Зеньов 63'                                                                    |
| 21               | 2010—11          | Прем'єр-ліга                                      | 3 квітня 2011     | «Волинь»         | «Карпати»        | 0:3              | Кожанов 3' 33', Худоб'як 59'                                                  |
| 22               | 2011—12          | Прем'єр-ліга                                      | 1 жовтня 2011     | «Волинь»         | «Карпати»        | 0:2              | Голодюк 25', Зеньов 51'                                                       |
| 23               | 2011—12          | Прем'єр-ліга                                      | 16 квітня 2012    | «Карпати»        | «Волинь»         | 1:0              | Гладкий 72'                                                                   |
| 24               | 2012—13          | Прем'єр-ліга                                      | 13 липня 2012     | «Волинь»         | «Карпати»        | 1:1              | Рамон Лопес 69' — Лукас 63'                                                   |
| 25               | 2012—13          | Прем'єр-ліга                                      | 18 листопада 2012 | «Карпати»        | «Волинь»         | 2:0              | Лукас 1', Кенія 65'                                                           |
| 26               | 2013—14          | Прем'єр-ліга                                      | 19 серпня 2013    | «Волинь»         | «Карпати»        | 1:1              | Шиков 55' — Гладкий 85'                                                       |
| 27               | 2013—14          | Прем'єр-ліга                                      | 15 березня 2014   | «Карпати»        | «Волинь»         | 0:1              | Козьбан 76'                                                                   |
| 28               | 2014—15          | Прем'єр-ліга                                      | 17 серпня 2014    | «Волинь»         | «Карпати»        | 0:2              | Кожанов 39', Балажиц 56'                                                      |
| 29               | 2014—15          | Прем'єр-ліга                                      | 15 березня 2015   | «Карпати»        | «Волинь»         | 0:2              | Кобахідзе 24', Бікфалві 92' (пен.)                                            |
| 30               | 2015—16          | Прем'єр-ліга                                      | 27 вересня 2015   | «Карпати»        | «Волинь»         | 0:2              | Кравченко 27', Гітченко (автогол) 79'                                         |
| 31               | 2015—16          | Прем'єр-ліга                                      | 17 квітня 2016    | «Волинь»         | «Карпати»        | 0:0              |                                                                               |
| 32               | 2016—17          | Прем'єр-ліга                                      | 2 жовтня 2016     | «Волинь»         | «Карпати»        | 1:1              | Петров 45', Худоб'як 84'                                                      |
| 33               | 2016—17          | Прем'єр-ліга                                      | 11 березня 2017   | «Карпати»        | «Волинь»         | 2:1              | Гладкий 18', Худоб'як 53'— Дудік 88'                                          |
| 34               | 2016—17          | Прем'єр-ліга                                      | 23 квітня 2017    | «Карпати»        | «Волинь»         | 1:0              | Гуцуляк 17'                                                                   |
| 35               | 2016—17          | Прем'єр-ліга                                      | 27 травня 2017    | «Волинь»         | «Карпати»        | 0:1              | Гуцуляк 37'                                                                   |
| 36               | 2018—19          | Перехідні матчі за право виступати в Прем'єр-лізі | 4 червня 2019     | «Карпати»        | «Волинь»         | 0:0              |                                                                               |
| 37               | 2018—19          | Перехідні матчі за право виступати в Прем'єр-лізі | 8 червня 2019     | «Волинь»         | «Карпати»        | 1:3              | Кожанов 42' — Кльоц 37', Понде 82' (пен.),Мірошніченко 90+4' (пен.)           |
| 38               | 2021—22          | Кубок України (3-ій попередній етап)              | 31 серпня 2021    | «Карпати»        | «Волинь»         | 2:3 (д.ч.)       | Кожанов 90+4'. Галенков, 111' – Сасовський 56' Ляшенко 94', Кузнєчіков, 107'. |

### Статистика протистоянь
Станом на 31 серпня 2021 року
|                          | «Карпати» | «Волинь» |
| ------------------------ | --------- | -------- |
| Перемоги                 | 18        | 14       |
| Нічиї                    | 6         | 6        |
| Поразки                  | 14        | 18       |
| Забиті м'ячі             | 39        | 33       |
| Пропущені м'ячі          | 33        | 39       |
| Різниця м'ячів           | +6        | −6       |
| Найбільша перемога       | 3:0       | 3:0      |
| Найбільша поразка        | 0:3       | 0:3      |
| Найрезультативніший матч | 2:3       | 3:2      |

## Протистояння
Перша нічия в рамках чемпіонатів України відбулася лише 13 липня 2012 року, у Луцьку, і закінчилася з рахунком 1:1. У період з 5 листопада 1995 року до 1 жовтня 2011 року було зіграно вісім офіційних поєдинків в рамках чемпіонатів України, в яких команди, на двох, отримали вісім червоних карток.

### Епізоди протистояння
25 жовтня 2003 року, під час дербі у Луцьку, було показано 3 червоні картки. Перша — на 77-й хвилині у складі «Карпат» за фол останньої надії був вилучений Олексій Сучков, друга і третя — на 87-й хвилині за бійку були покарані воротар «Карпат» Мацей Налєпа і півзахисник «Волині» Володимир Гащин.
27 березня 2004 року, під час гри у Львові, на 67-й хвилині матчу лідер півзахисту господарів Сергій Мізін пішов у підкат проти 20-річного гравця гостей Дмитра Трефіловського, який закінчився важкою травмою останнього і червоною карткою першого. Трефіловський переніс важку операцію та тривалий період відновлення. Відразу після гри Мізін поїхав до львівської лікарні провідати хлопця і вибачитись.
У вищій лізі сезону 2003/04 в дербі двічі перемогла «Волинь», а «Карпатам» не вистачило одного очка для того, щоб залишитися в елітному дивізіоні.

## Уболівальники

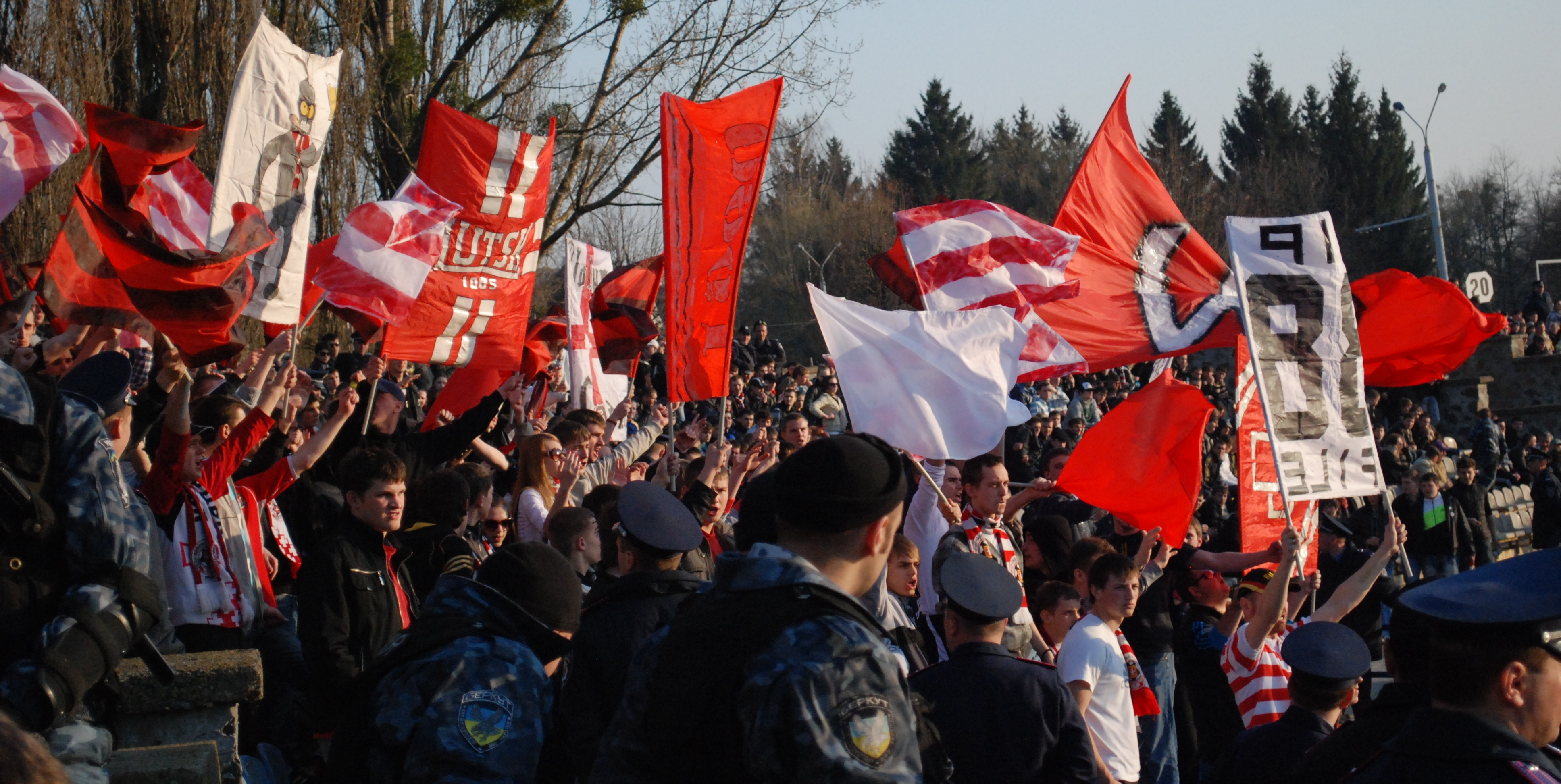
Уболівальники «Волині» під час дербі 3 квітня 2011 року

Уболівальники «Карпат» під час дербі 3 квітня 2011 року

Уболівальників «Волині» галичани називають «волиняки». У свою чергу волиняни називають прихильників «Карпат» «лемки».
На стадіонах, у секторах найвідданіших вболівальників під час дербі часто можна почути різноманітні образливі «кричалки» і пісні на адресу одне одного.
На стадіоні «Україна», у Львові найвідданіші вболівальники «Карпат» підтримують клуб у 15-му і 16-му секторах.
У Луцьку на стадіоні «Авангард» найвідданіші вболівальники «Волині» збираються в 17-му секторі.
3 квітня 2011 року вболівальники «Карпат» повиламували усі стільці у 8 секторі стадіону «Авангард». Представники «Волині» звернулися до вищих органів, щоб ті зобов'язали «Карпати» відшкодувати завдані збитки. «Карпати» подали апеляцію, оскільки виїзд вболівальників до Луцька клубом не організовувався. Питання досі розглядається.
Другий матч за право грати у прем'єр лізі, який відбувався 8 червня 2019 року у Луцьк був зупинений через безлади спричинені вболівальниками обох команд. Команди так і не дограли поєдинок.